# Cupa Billie Jean King 2024
Cupa Billie Jean King 2024 a marchat cea de-a 61-a ediție a competiției între echipele naționale de tenis feminin, cel mai mare eveniment anual pe echipe din sportul feminin. Gainbridge, o agenție americană de asigurări, a devenit partenerul general al întregii competiții pentru perioada 2024–2027, înlocuind banca BNP Paribas în această poziție.
Campioana în exercițiu a fost Canada, a treisprezecea țară câștigătoare a competiției Billie Jean King și câștigând primul ei titlu în 2023. În urma invaziei rusești în Ucraina la sfârșitul lunii februarie 2022, echipele naționale ale Rusiei și Belarusului au fost excluse din competiție.
Italia a câștigat al cincilea său titlu învingând cu 2-0 Slovacia în finală.

## Turneul final al Cupei Billie Jean King
Dată: 12–17 noiembrie 2024

Loc: Estadio de la Cartuja, Sevilia, Spania''

Suprafață: Dură / interior
| Echipe participante | Echipe participante | Echipe participante | Echipe participante | Echipe participante | Echipe participante |
| Australia           | Canada (TH)         | Cehia (WC)          | Germania            | Regatul Unit        | Italia (2023F)      |
| Japonia             | Polonia             | România             | Slovacia            | Spania (H)          | Statele Unite       |
| ------------------- | ------------------- | ------------------- | ------------------- | ------------------- | ------------------- |

### Tabloul principal
|  | Runda unu | Runda unu     | Runda unu |  |  | Sferturi de finală | Sferturi de finală | Sferturi de finală |          |   | Semifinală | Semifinală   | Semifinală |        |   | Finală | Finală | Finală |  |
|  |           |               |           |  |  |                    |                    |                    |          |   |            |              |            |        |   |        |        |        |  |
|  |           |               |           |  |  | 1                  | Canada             | 0                  |          |   |            |              |            |        |   |        |        |        |  |
|  |           | Germania      | 0         |  |  |                    | Regatul Unit       | 2                  |          |   |            |              |            |        |   |        |        |        |  |
|  |           | Regatul Unit  | 2         |  |  |                    |                    |                    |          |   |            | Regatul Unit | 1          |        |   |        |        |        |  |
|  |           |               |           |  |  |                    |                    |                    | Slovacia | 2 |            |              |            |        |   |        |        |        |  |
|  |           |               |           |  |  | 4                  | Australia          | 0                  |          |   |            |              |            |        |   |        |        |        |  |
|  |           | Slovacia      | 2         |  |  |                    | Slovacia           | 2                  |          |   |            |              |            |        |   |        |        |        |  |
|  |           | Statele Unite | 1         |  |  |                    |                    |                    |          |   |            | Slovacia     | 0          |        |   |        |        |        |  |
|  |           |               |           |  |  |                    |                    |                    |          |   |            |              | 3          | Italia | 2 |        |        |        |  |
|  |           |               |           |  |  | 2                  | Cehia              | 1                  |          |   |            |              |            |        |   |        |        |        |  |
|  |           | Spania        | 0         |  |  |                    | Polonia            | 2                  |          |   |            |              |            |        |   |        |        |        |  |
|  |           | Polonia       | 2         |  |  |                    |                    |                    |          |   |            | Polonia      | 1          |        |   |        |        |        |  |
|  |           |               |           |  |  |                    |                    | 3                  | Italia   | 2 |            |              |            |        |   |        |        |        |  |
|  |           |               |           |  |  | 3                  | Italia             | 2                  |          |   |            |              |            |        |   |        |        |        |  |
|  |           | Japonia       | 2         |  |  |                    | Japonia            | 1                  |          |   |            |              |            |        |   |        |        |        |  |
|  |           | România       | 1         |  |  |                    |                    |                    |          |   |            |              |            |        |   |        |        |        |  |

### Runda de calificare la Turneul final
Dată: 12–13 aprilie 2024

| Rundă calificare – 12 și 13 aprilie 2024 | Rundă calificare – 12 și 13 aprilie 2024 | Rundă calificare – 12 și 13 aprilie 2024 | Rundă calificare – 12 și 13 aprilie 2024 | Rundă calificare – 12 și 13 aprilie 2024 | Rundă calificare – 12 și 13 aprilie 2024 | Rundă calificare – 12 și 13 aprilie 2024 |
| Echipă gazdă                             | Scor                                     | Echipă deplasare                         | Oraș gazdă                               | Arenă                                    | Suprafață                                |                                          |
| ---------------------------------------- | ---------------------------------------- | ---------------------------------------- | ---------------------------------------- | ---------------------------------------- | ---------------------------------------- | ---------------------------------------- |
| Australia [1]                            | 4–0                                      | Mexic                                    | Brisbane                                 | Pat Rafter Arena                         | Dură                                     |                                          |
| Elveția [2]                              | 0–4                                      | Polonia                                  | Biel/Bienne                              | Swiss Tennis Arena                       | Dură (i)                                 |                                          |
| Franța [3]                               | 1–3                                      | Regatul Unit                             | Le Portel                                | Le Chaudron                              | Zgură (i)                                |                                          |
| Statele Unite [4]                        | 4–0                                      | Belgia                                   | Orlando                                  | USTA National Campus                     | Dură                                     |                                          |
| Japonia                                  | 3–1                                      | Kazahstan [5]                            | Tokyo                                    | Ariake Coliseum                          | Dură (i)                                 |                                          |
| Brazilia                                 | 1–3                                      | Germania [6]                             | São Paulo                                | Ginásio do Ibirapuera                    | Zgură (i)                                |                                          |
| Slovacia [7]                             | 4–0                                      | Slovenia                                 | Bratislava                               | NTC Arena                                | Dură (i)                                 |                                          |
| Ucraina                                  | 2–3                                      | România [8]                              | Fernandina Beach, USA                    | Racquet Park Drive                       | Zgură                                    |                                          |